# Xosé Antón González Riaño
Xosé Antón González Riaño (Viella, Siero 1956) és un mestre i pedagog, professor de Ciències de l'Educació de la Universitat d'Oviedo, on es va doctorar el 1993 amb una tesi sobre la interferència lingüística escolar entre el castellà i l'asturià. Des de juny de 2017 és president de l'Acadèmia de la Llengua Asturiana.

## Publicacions
- Didáutica del vocabulariu de la llingua asturiana (1990)
- Didáutica de la llingua asturiana. Espresión oral y escrita (1991)
- Interferencia lingüística y escuela asturiana (1994)
- Actes del IV Alcuentru (1997)
- Educación billingüe. Actes del V y VI Alcuentru "Llingua Minoritaria y Educación" (1998)
- El Proyeutu Llingüísticu de Centru (2000)
- Enseñances llingüístiques y competencies educatives. Actes del VII Alcuentru "Llingua Minoritaria y Educación" (2001)
- Manual de Sociollingüística (2002)
- Les habilidaes llingüístiques nel aula. Actes del VIII Alcuentru "Llingua Minoritaria y Educación" (2002)
- Nueves llendes na enseñanza d'una llingua minoritaria. Actes del IX Alcuentru "Llingua Minoritaria y Educación" (2003)
- Les llingües n'Asturies: usu y valoración de la so importancia educativa. Estudiu empíricu fechu col alumnáu de Maxisteriu de la Universidá d'Uviéu (amb Xandru Armesto Fernández, 2004)
- Llingua y lliteratura nes aules. Actes del X Alcuentru (2005)
- Estudiu sociollingüísticu de Lleón. Identidá, conciencia d'usu y actitúes llingüístiques nes fasteres que llenden con Asturies (amb Xosé Lluis García Arias, 2006)
- Recursos y estratexes didáutiques. Actes del XI Alcuentru Internacional (2007)
- II Estudiu sociollingüísticu de Lleón. Identidá, conciencia d'usu y actitúes llingüístiques de la población lleonesa (amb Xosé Lluis García Arias, 2008)
- Estudiu sociollingüísticu de Zamora (Fastera occidental) (amb Xosé Lluis García Arias, 2011)